# 朱尼珀 (喬治亞州)
朱尼珀（英語：Juniper）是位於美國喬治亞州馬里昂縣的一個非建制地區。該地的面積和人口皆未知。

## 地理
朱尼珀的座標為32°31′53″N 84°36′16″W / 32.53139°N 84.60444°W，而該地的平均海拔高度為126米（即413英尺）。